# Pepe Rubio
José Rubio Urrea, conocido artísticamente como Pepe Rubio (Lubrín, Almería, 10 de septiembre de 1931-Madrid, 15 de marzo de 2012) fue un actor y empresario teatral español.

## Biografía
Su primer contacto con la industria cinematográfica se produce cuando comienza a trabajar como botones en una productora. Gracias a los contactos que consigue, debuta como actor de teatro en las compañías del Teatro Español, interpretando, entre otras piezas  El diario de Ana Frank (1957) o El baile de los ladrones (1960), de Jean Anouilh a las órdenes de José Tamayo y del Teatro Lope de Vega, en Madrid.
En cine trabaja desde 1956 y pronto se especializa en papeles de joven crápula y juerguista en numerosas comedias. Ese mismo personaje lo traslada a partir de 1967, a los escenarios con la obra de Alfonso Paso Enseñar a un sinvergüenza, que representa durante años y que se adapta al cine en 1970.
En 1972 se aparta del cine, tras haber intervenido en una treintena de películas, entre las que figuran La casa de la Troya (1959), de Rafael Gil, Siempre es domingo (1961), de Fernando Palacios, ¿Qué hacemos con los hijos? (1966), de Pedro Lazaga, Don Erre que erre (1970), de José Luis Sáenz de Heredia o En un mundo nuevo (1972), de Fernando García de la Vega y Ramón Torrado.
Durante esa época triunfa también en televisión sobre todo con el espacio La casa de los Martínez (1967-1970) y posteriormente en el programa de Marujita Díaz Música y estrellas (1976), ambos de Romano Villalba.
Desde el inicio de los años setenta centra su carrera en el teatro, donde interviene tanto en montajes dramáticos como Seis personajes en busca de autor, La Celestina o Muerte de un viajante como sobre todo en comedia: ¿Dónde están mis pantalones?, Mayores con reparos, Pasarse de la raya... En 2006, además, interpreta la secuela de Enseñar a un sinvergüenza, con el título de ¿Qué fue del sinvergüenza?.
El 10 de abril de 1979, el actor fue apuñalado a la salida de su casa, producto de la que en 1984 sufrió una afección hepática. Galardonado, en enero de 2008 fue distinguido con el Premio Especial a su Trayectoria Artística en los XXIV Premios Ercilla 2007 de Teatro.
Falleció en Madrid el 15 de marzo de 2012 a los ochenta años. Fue trasladado a Barcelona para ser incinerado, ya que fue en la Ciudad Condal donde se crio y donde está enterrada toda su familia.

## Filmografía parcial
- Todos somos necesarios (1956)
- La casa de la Troya (1959)
- El Litri y su sombra (1960)
- Cuidado con las personas formales (1961)
- La boda (1964)
- La boda era a las doce (1964)
- Tú y yo somos tres (1964)
- Los guardiamarinas (1967)
- ¿Qué hacemos con los hijos? (1967)
- Enseñar a un sinvergüenza (1970)
- Si Fulano fuese Mengano (1971)
- La casa de los Martínez (1971)
- En un mundo nuevo (1972)